# Mitromorpha maculata
Mitromorpha maculata é uma espécie de gastrópode do gênero Mitromorpha, pertencente a família Mitromorphidae.